# Тереза (фильм, 1986)
«Тереза» (фр. Thérèse) — французский кинофильм, поставленный в 1986 году режиссёром Аленом Кавалье. Премьера фильма состоялась в мае 1986 года на 39-м Каннском кинофестивале, где лента участвовала в основной конкурсной программе и получила Приз жюри. В 1987 году лента была номинирована на премию «Сезар» в 10 категориях, в 6 из которых одержала победу.

## Сюжет
В основе сюжета фильма история святой Терезы из Лизье, которая жила в XIX веке.
15-летняя Тереза хочет вступить в орден кармелиток, в котором уже долгое время находятся две её сестры. Преграда на пути к этому — её юный возраст, но девушка едет в Рим на аудиенцию с Папой, чтобы получить разрешение на принятие обета. В монастыре Тереза провела девять лет и умерла от туберкулеза. Её доброта и душевная щедрость снискали ей огромную славу, и в 1925 году Папой Римским она была причислена к лику святых.

## В ролях
- Катрин Муше — Тереза Мартен
- Орор Прието — Селин Мартен
- Сильви Або — Полин Мартен
- Элен Александридис — Люси
- Натали Бернар — Айме
- Клеманс Массар — настоятельница
- Беатрис Де Виган — певица
- Мона Эфтр — Мари
- Жан Пелегри — месье Мартен

## Награды и номинации
| Награды и номинации фильма «Тереза» | Награды и номинации фильма «Тереза»  | Награды и номинации фильма «Тереза»                          | Награды и номинации фильма «Тереза» | Награды и номинации фильма «Тереза» | Награды и номинации фильма «Тереза» |
| Год                                 | Награда                              | Категория                                                    | Номинант                            | Результат                           |                                     |
| ----------------------------------- | ------------------------------------ | ------------------------------------------------------------ | ----------------------------------- | ----------------------------------- | ----------------------------------- |
| 1986                                | Каннский кинофестиваль               | Золотая пальмовая ветвь                                      | Ален Кавалье                        | Номинация                           |                                     |
| 1986                                | Каннский кинофестиваль               | Приз жюри                                                    | Ален Кавалье                        | Победа                              |                                     |
| 1986                                | Каннский кинофестиваль               | Приз экуменического (христианского) жюри — особое упоминание | Ален Кавалье                        | Победа                              |                                     |
| 1986                                | Международный кинофестиваль в Чикаго | Золотой Гюго за лучший фильм                                 | Ален Кавалье                        | Номинация                           |                                     |
| 1987                                | Премия «Сезар»                       | Лучший фильм                                                 | Ален Кавалье                        | Победа                              |                                     |
| 1987                                | Премия «Сезар»                       | Лучшая режиссерская работа                                   | Ален Кавалье                        | Победа                              |                                     |
| 1987                                | Премия «Сезар»                       | самая многообещающая актриса                                 | Катрин Муше                         | Победа                              |                                     |
| 1987                                | Премия «Сезар»                       | Лучший сценарий                                              | Ален Кавалье, Камилла де Казабьянка | Победа                              |                                     |
| 1987                                | Премия «Сезар»                       | Лучшая операторская работа                                   | Филипп Руссело                      | Победа                              |                                     |
| 1987                                | Премия «Сезар»                       | Лучший монтаж                                                | Изабель Дидье                       | Победа                              |                                     |
| 1987                                | Премия «Сезар»                       | Лучшие декорации                                             | Бернар Эвейн                        | Номинация                           |                                     |
| 1987                                | Премия «Сезар»                       | Лучший дизайн костюмов                                       | Ивет Боннэ                          | Номинация                           |                                     |
| 1987                                | Премия «Сезар»                       | Лучший звук                                                  | Доминик Далмассо, Ален Лашассань    | Номинация                           |                                     |
| 1987                                | Премия «Сезар»                       | Лучший постер                                                | Жильбер Раффен                      | Номинация                           |                                     |
| 1987                                | Давид ди Донателло                   | Лучший иностранный режиссёр                                  | Ален Кавалье                        | Номинация                           |                                     |
| 1987                                | Давид ди Донателло                   | Лучший иностранный продюсер                                  | Морис Бернар                        | Номинация                           |                                     |
| 1987                                | Премия синдиката кинокритиков        | Лучший французский фильм                                     | «Тереза»                            | Победа                              |                                     |

## Посилання
- «Тереза» (англ.) на сайте Internet Movie Database
- «Тереза» на сайте «AlloCiné»